# Rembrandtovi autoportreti
Rembrandtovi autoportreti čine važan dio opusa ovog nizozemskog baroknog slikara Rembrandta. On je naslikao skoro stotinu autoportreta, uključujući približno 50 slika, 32 bakropisa i 7 crteža. Ovi ovdje kronološki prikazani autoportreti predstavljaju Rembrandtov vizualni dnevnik u rasponu od oko 40 godina.

## Galerija autoportreta

### Slike
- Autoportret, 1629. (Indijanapoliski muzej umjetnosti)
- Autoportret, oko 1629. (Germanski nacionalni muzej, Nürnberg)
- Nasmijani Rembrandt, oko 1628., ponovo otkriven 2008.[1] (Muzej J. Paul Getty, Los Angeles)
- Autoportret, 1630. (Nacionalni muzej, Stockholm)
- Autoportret u mlađoj dobi, 1634. (Uffizi, Firenca)
- Rembrandt 1632., kad je uživao veliki uspjeh kao moderan portretist
- Autoportret u kapi s bijelim perima, 1635. (Baklendska opatija, Devon)
- Autoportret, oko 1640. (1639. – 1641.) (Muzej Norton Simon, Pasadena)
- Autoportret, ulje na platnu, 1652. (Muzej povijesti umjetnosti, Beč)
- Autoportret, 1658. (Frick kolekcija, New York)
- Autoportret, 1660. (Muzej Metropolitan, New York)
- Autoportret s dva kruga, 1660. (Kenwood House, London)
- Autoportret na štafelaju, 1660. (Louvre)
- Autoportret kao apostol Pavao, 1661. (Rijksmuseum, Amsterdam)
- Autoportret kao Zeuksis, oko 1662.; jedan od 2 autoportreta na kojima je Rembrandt okrenut nalijevo[2]

### Crteži
- Autoportret – olovka i tuš na papiru (oko 1628.-1629.)
- Autoportret kao orijentalni moćnik s krisom (bakropis, 1634.)
- Autoportret sa Saskijom (bakropis, 1636.)
- Autoportret naslanjajući se na sims (bakropis, 1639.)

## Vanjske poveznice
- Complete Rembrandt Catalogue: Self Portraits (engl.)